# Barry Lam

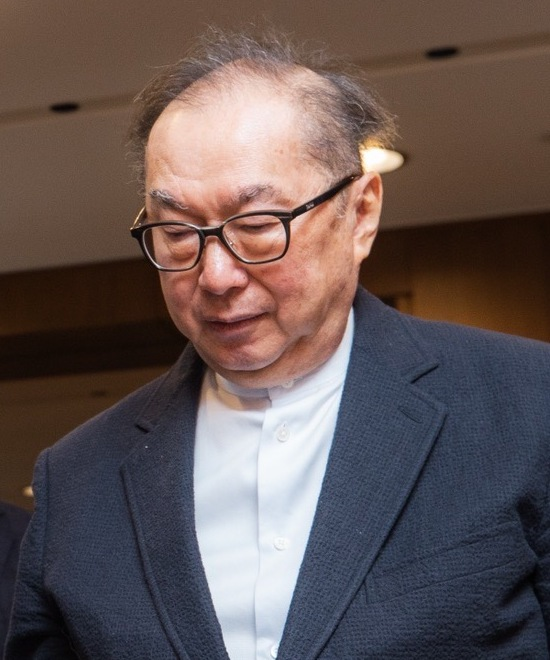
Barry Lam (2024)

Barry Lam (Chinesisch: 林百里; Pinyin: Lín Bǎilǐ; * 24. April 1949 in Shanghai) ist ein taiwanischer Unternehmer und der Gründer und Vorsitzende von Quanta Computer. Er ist auch als ein Mäzen und Philanthrop in den Bereichen Kultur und Bildung in Erscheinung getreten. Mit einem Vermögen von 11,8 Milliarden US-Dollar (Mai 2025) war er laut Forbes die reichste auf Taiwan lebende Person.

## Laufbahn
Barry Lam wurde in Shanghai geboren und wuchs in Hongkong auf, wohin seine Eltern wegen der Machtübernahme der Kommunisten geflüchtet waren. Sein Vater war Buchhalter beim Hong Kong Club, einem exklusiven Gentlemen’s Club. Er studierte in Taiwan Ingenieurwesen und schloss sein Studium an der Nationaluniversität Taiwan mit einem Bachelor- und einem Master-Abschluss in Elektrotechnik ab.
Im Jahr 1973 gründete er zusammen mit einigen ehemaligen Klassenkameraden Kinpo Electronics, einen Hersteller von Handheld-Computern. In den späten 1980er Jahren war er davon überzeugt, dass Notebook-Computer das nächste große Produkt sein würden. Er verließ Kinpo und gründete 1988 Quanta Computer gemeinsam mit C.C. Leung. Quanta stieg später zum weltweiten Marktführer in der Produktion von Notebooks auf.
Lam ist verheiratet und Vater von zwei Kindern.

## Kulturmäzenatentum und Philanthropie
Lam ist einer der bedeutendsten Kunstmäzene Taiwans. Er besitzt eine persönliche Sammlung von mehr als 1.000 Kunstwerken und sammelt vor allem chinesische Gemälde und Kalligrafien. Einer seiner Lieblingsmaler ist Zhang Daqian, von dem er mehr als 250 Werke besitzt. Lam hat an Kulturgruppen, Museen und Bildungseinrichtungen gespendet. Er ist außerdem Vorsitzender des beratenden Ausschusses des Nationalen Palastmuseums in Taipeh, eines der weltweit führenden Museen, und auch an der Leitung des Museums für Zeitgenössische Kunst Taipeh beteiligt.
Er ist Gründer und Vorsitzender der Quanta Cultural and Educational foundation, die Kultur, Kunst und Bildung in Taiwan fördert. Quanta fertigte außerdem den Laptop OLPC XO-1 für die Initiative One Laptop Per Child.